# Nambung-Nationalpark
In der Nähe der westaustralischen Stadt Cervantes befindet sich der Nambung-Nationalpark (englisch Nambung National Park). Er erstreckt sich 245 km nördlich von Perth entlang der Swan Coastal Plain. Es ist ein Park der IUCN-Kategorie II und wird vom Department of Conservation and Land Management verwaltet.
Hauptattraktion des Nationalparks sind die bis zu vier Meter hohen verwitterten Kalksteinsäulen, die „Pinnacles“; er ist deshalb auch unter dem Namen Pinnacles Desert bekannt, was aber nur einen vier Quadratkilometer kleinen Teil des Nationalparks ausmacht.

## Landschaft
Der Nationalpark liegt in einem dreiteiligen Dünensystem; diese Dünen markieren die früheren Küstenzonen des Indischen Ozeans.
Die jüngste Linie, die am nächsten zum Meer liegt, sind die Quindalup-Wanderdünen aus weißem, kalkreichem Sand. Sie sind von Heidevegetation mit lila blühenden Bodendeckern (blue fanflower, pigface) umgeben.
Das zweite System weiter im Landesinneren sind die Spearwood-Dünen. Gelblich-bräunlicher Quarzsand überlagert hier den älteren Kalkstein verfestigter früherer Dünen. In diesem System entstanden die Pinnacles. Umgeben ist das Dünengebiet von Banksia- und Dryandra-Buschland.
Die dritte, älteste und am weitesten vom Meer entfernte Dünenlinie sind die Bassendean woodlands. Auf dem an Quarz reichen Sand wachsen strauchhohe Banksia und Tuarts, eine kleinwüchsige Eukalyptus-Art.

## Tierwelt
Die meisten Tierarten im Nambung-Nationalpark sind nachtaktiv. Das Graue Riesenkänguru und der Emu (Dromaius novaehollandiae) werden gelegentlich auch am Tag gesehen.
An Reptilien-Arten sind der Tannenzapfenskink und die giftige Westliche Braunschlange verbreitet. Seltener ist in den unzugänglichen Buschgebieten des Nationalparks die Teppichpython.
Über 90 Vogelarten sind entlang der Swan Coastal Plain heimisch, beispielsweise der Blaubrust-Staffelschwanz, der Pfeifhonigfresser, der Keilschwanzadler und der Australische Gleitaar.

## The Pinnacles
Die das mittlere Dünensegment dominierenden, charakteristischen Kalksteinsäulen entstanden durch Pflanzenwuchs vor etwa 500.000 bis 50.000 Jahren auf der aus Quarzsand bestehenden Wanderdüne. Deren Wurzeln drangen tief in die ältere, sich zeitgleich verfestigende Tamala-Kalksteinschicht vor. Dabei durchbrachen sie an brüchigen Stellen zunächst eine extrem feste Kalksteinkruste, die durch nach unten sickernde Säuren (gebildet aus Humus, abgestorbenen Pflanzen und Tieren) entstanden war. Unter dieser Kruste verfestigte sich der Kalkstein besonders kompakt zwischen den eingedrungenen Pflanzenwurzeln, da diese Bereiche viel Wasser aufsogen.
Die quarzsandhaltige Wanderdüne zog jährlich ca. 2,5 m weiter, die frei liegende Kalksteinschicht war der Erosion ausgesetzt, die innerhalb der letzten 20.000 Jahre abgestorbene Vegetation hinterließ Lücken, in die Quarzsand eindrang, der dann wiederum abgetragen wurde. Nur die extrem festen Bereiche der durch viel Wassereinwirkung, mit darin gelösten Mineralen, nachträglich zementierten Kalksteinschicht waren von der Erosion nicht betroffen. Diese sehen wir heute als Pinnacles. Gelegentlich zeugen Kappen auf den Säulen noch von der stärker widerstandsfähigen Kruste.
Wo die unterirdische Vegetation vollständig vom festen, erosionsunfähigen Kalkstein umschlossen wurde, entstanden versteinerte Pflanzenwurzeln.
Eine ca. 4 km lange Sandpiste erschließt das Gebiet; ein erhöht liegender Aussichtspunkt (Pinnacles Lookout) ermöglicht einen Überblick über die unterschiedlich gestalteten kleineren und größeren Formationen.

## Zugang
Der Nationalpark war bis zum September 2010 mit normalen Fahrzeugen nur von Norden über Cervantes zu erreichen. Die Anfahrt von Süden über Lancelin und Grey war nur mit einem Allrad-Fahrzeug möglich. Für die teils sandige, teils felsige und rund 65 Kilometer lange Piste mit einigen Anstiegen brauchte man mindestens drei Stunden. Es war erforderlich, den Reifendruck mehrfach dem Gelände anzupassen.
Im Herbst 2010 wurde die Asphaltierung des Indian Ocean Drive zwischen Lancelin und Cervantes abgeschlossen und so eine einfachere und touristisch interessantere Zufahrt zum Park ermöglicht.